# Öhrsonnenuhr von Philipp Matthäus Hahn

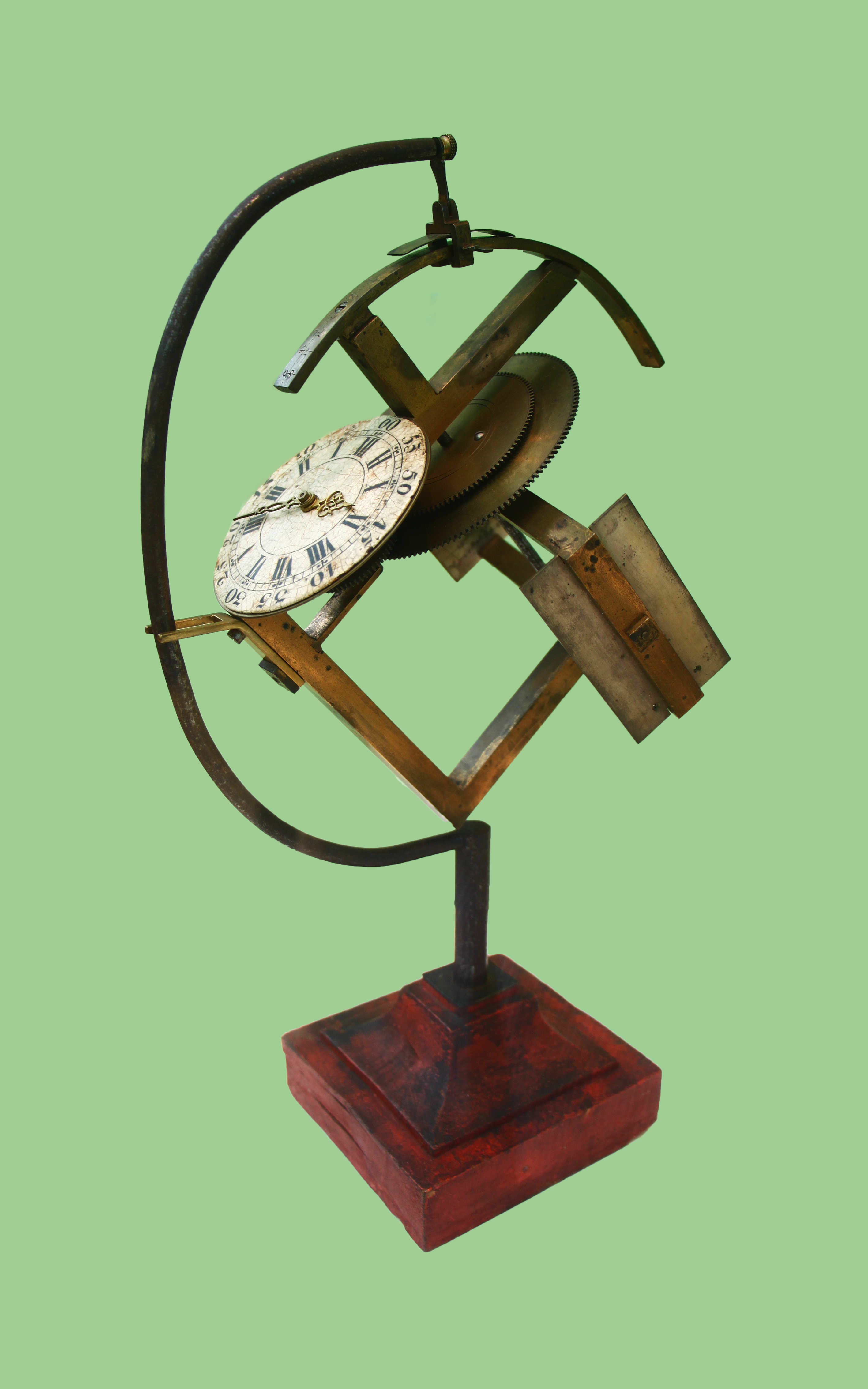
Öhrsonnenuhr von Philipp Matthäus Hahn, Kornwestheim, 1777

Öhrsonnenuhr von Philipp Matthäus Hahn, schematisch

Die Öhrsonnenuhr von Philipp Matthäus Hahn ist eine Sonnenuhr mit Visiereinrichtung, die vom Benutzer so gegen die Sonne zu drehen ist, dass der von einer Lochblende (einem Öhr als Korn beziehungsweise als Nodus) erzeugte Lichtfleck auf eine Markierung (der Kimme beziehungsweise der einzigen Linie auf dem Zifferblatt) trifft. Das Drehen des Visiers (um die Polachse) wird mit Zahnrädern auf einen Stunden- und einen Minutenzeiger übertragen, die die Tageszeit auf einem runden 12-Stunden-/60-Minuten-Zifferblatt anzeigen. Hahn hat diese Sonnenuhr ohne Magnetnadel  zum Richten der von ihm ebenfalls gebauten Räderuhren benutzt.

## Geschichte
Die erste Öhrsonnenuhr baute Hahn 1763.
Danach entstand eine größere Zahl dieses Sonnenuhrentyps, von denen viele von seinen Söhnen und seinen Mitarbeitern stammen, die er in seinen Werkstätten beschäftigte. Öhrsonnenuhren wurden zur Prüfung seiner Stand- und Taschen-Räderuhren mitgeliefert.
Allgemein kann die tragbare “Augsburger Äquatorialsonnenuhr” (zwischen 1700 und 1800 meistens in Augsburg hergestellt) als Vorbild gelten. Insbesondere sind es die Minutensonnenuhren. Das sind Exemplare mit Zahnrädern, mit denen die Einstellbewegung auf einen Minutenzeiger übertragen wird.
Die Minutensonnenuhren wurden lediglich für die Bestimmung der Wahren Ortszeit gebraucht und waren mit einem Polos (Polstab) als Schattenwerfer ausgerüstet. Hahn gestaltete seine Sonnenuhr für die Anzeige der Mittleren Ortszeit, wofür ein Nodus nötig ist. Als solcher bot sich eine Lochblende (Öhr) an. Der damit erzeugte Lichtfleck ist genauer ablesbar als der Schattenpunkt einer kleinen Scheibe oder Kugel. Voraussetzung ist, dass die Blende immer gegen die Sonne gestellt wird, was beim Anpeilen der Sonne vor dem Ablesen ohnehin geschieht. Die später gewählte Bezeichnung Öhrsonnenuhr hilft, den Uhrentyp Hahn von seinen nahen Vorgängern zu unterscheiden.

## Funktion
Die Hahn’sche Öhrsonnenuhr und die einstellbare „Augsburger Äquatorialsonnenuhr“ sind Sonderformen einer Sonnenuhr. Ihre Besonderheit ist, dass der Benutzer eine Einstellung vorzunehmen hat und erst danach die Tageszeit ablesen kann: passive Sonnenuhren. 
Bei der Hahn’schen Öhrsonnenuhr wird ein um die Polachse (Parallele zur Erdachse) drehbarer vierseitiger Rahmen beim Visieren eingestellt. Die Seite mit der Lochblende und die gegenüber liegende Seite mit Markierung sind parallel zur Polachse. Der untere Rahmenteil ist parallel zum Äquator und trägt das Zifferblatt mit Stunden- und Minutenskala. Der Rahmen wird der Sonne nachgedreht. Er vollführt wie die Sonne eine lineare Drehung um die Polachse (15° pro Stunde). Die Übersetzung mit dem Rädergetriebe – insbesondere auf den Minutenzeiger – wirkt als „mechanische Lupe“ und erhöht die Anzeige-Genauigkeit.
Die Sonnenuhren hatten meistens zum Ablesen der Mittleren Ortszeit eine mit Kalender-Daten skalierte Analemma-Schleife als Markierung. Oft hatte die Blende ein zweites Loch und die Bildfläche eine zusätzliche gerade Markierung, so dass auch die Wahre Ortszeit ermittelt werden konnte. Beide Löcher waren seitlich aus der Mitte versetzt, was eine durchgehende Achse ermöglichte.
Die Hahn’sche Öhrsonnenuhr ist eine tragbare Sonnenuhr. Die geographische Breite am Ort der Benutzung muss bekannt sein, um die Neigung der Polachse passend einzustellen. Die Uhr muss so aufgestellt werden, dass sich die Polachse in der Meridianebene befindet. Hahn verzichtete auf die übliche Ergänzung seiner Uhr durch einen Kompass. Den jedem Exemplar beigefügten Anmerkungen zum Gebrauch … ist zu entnehmen, dass die Aufstellung mit Hilfe der Anzeige selbst vorgenommen wurde. Das dauerte mindestens einen ganzen Tag lang, denn der Beweis für die richtige Aufstellung ist erst erbracht, … wenn die Sonnenpunkte den ganzen Tag …  auf den gegenwärtigen Monatstag bleiben, und nicht höher und tiefer wandern.
Diese Prozedur wiederholte sich bei jedem neuen Aufstellen. Lediglich die Neigung der Polachse blieb erhalten, weil der sie tragende Meridian-Ring an einem Bügel pendelnd aufgehängt war. Ausführungen auf nivellierbarer Grundplatte waren seltener.